# Festival d'Anjou
El Festival de Anjou es un festival francés de teatro anual que se celebra en varios sitios del departamento de Maine-et-Loire, en la región de Pays de la Loire. Creado en 1952, se celebra cada verano.

## Historial
El festival, después del festival de Aviñón, se convirtió en la manifestación más importante del arte teatral y del espectáculoen Francia por el número de creaciones y de espectadores (unos  23 000 por año. El festival de Anjou y el de Aviñón son también las dos grandes manifestaciones artísticas descentralizadas más antiguas en Francia.
El Festival de Angers comenzó con René Rabault en 1950-1951, antes de ser oficialmente creado en 1952.
En 1951, debido al éxito de esa soirée, se decidió organizarlo en el castillo de Angers, a la vez una representación teatral y un concierto de música clásica. En 1953, Albert Camus reunió el festival y le dio audiencia nacional. 
El Festival de Angers tomó el nombre de Festival de Anjou en 1975. El Festival se extiende a otras artes, como la música, el baile y las artes plásticas. Ocho años más tarde, la manifestación volvió exclusivamente al teatro.
En 2006, el festival tuvo una asistencia de 25 000 personas, el segundo acontecimiento teatral francés. Nicolas Briançon creó el concurso de las compañías, que pretende presentar nuevos talentos.
En 2009, el festival celebró su sexagésima edición. Desde 1950, el festival de Anjou ha acogido a un medio millón de espectadoresy , recibió a 3500 comediantes, empleó a 800 técnicos, utilizó 25 emplazamientos históricos del departamento de Maine-et-Loire, organizó 384 espectáculos y acogió a 5200 alumnos del departamento en el momento de ensayos o en el momento de estudios. El festival ha sido dirigido por 12 directores artísticos.
Cada año, en junio y julio, el festival de Anjou propone representaciones de más de una quincena de piezas entre las que están las numerosas creaciones, en los emplazamientos históricos más bellos de Maine-et-Loire: el castillo de Plessis Macé, los monasterios de Ronceray y Toussaint en Angers reemplazados hoy por el castillo de Perrière en Avrillé, las Arenas de Doué-la-Fontaine y a veces Saumur así como el castillo de Brissac. Importante acontecimiento teatral en la región, reúne por término medio entre 20 000−23 000 espectadores, lo que lo sitúa en el segundo rango nacional de los festivales de teatro después del Festival de Aviñón.
En 2013, el festival de Anjou fue subvencionado por instituciones (el Consejo general de Maine-et-Loire y el Consejo Regional de los Pays de la Loire) y recibió también soporte financierode actores económicos (Banque populaire, CNP Assurances, el Crédit Agricole, la Caisse des dépôts, etc).